# Regionální geologie
Regionální geologie, také oblastní geologie může být chápána ve dvojím smyslu:
- většinou jako geovědní obor, který využívá komplexní studium zemské kůry k jejímu popisu a členění do určitých územních (regionálních) jednotek, v rámci nichž má horninové prostředí stejný nebo podobný vývoj (zejména způsob vzniku a další přetváření). Pro každou (morfostrukturní, tektonickou, paleogeografickou, litostratigrafickou, hydrogeologickou či metalogenetickou) jednotku je potom charakteristický určitý soubor hornin, stratigrafické zařazení, typická stavba, hydrogeologické podmínky a geomorfologie.

- nebo jako definování různých geologických jednotek, které je označováno jako geologická formační analýza – geologická regionalizace[3] Pojem region znamená větší oblast, část kontinentu nebo i celý kontinent.

Regionální geologie není univerzální geologická disciplína, která by byla nadřazena ostatním geologickým oborům. Využívá však komplexní informace nahromaděné z ostatních dílčích oborů jako je petrografie, mineralogie, stratigrafie, strukturní geologie, geofyzika nebo geochemie. Sumarizací těchto poznatků pro jednotlivé tektonické jednotky a oblasti se následně utváří jejich celkový geologický obraz.
Regionální geologie má význam při tvorbě geologických map, které spolu s přiloženou dokumentací popisují geologickou stavbu a vývoj oblasti.